# فرانتس ماریشکا
فرانتس ماریشکا (آلمانی: Franz Marischka؛ ۲ ژوئیه ۱۹۱۸ – ۱۸ فوریه ۲۰۰۹) کارگردان، فیلم‌نامه‌نویس و بازیگر اهل اتریش بود.